# Fabrice Fokobo
Fabrice Fokobo Atud (Buéa, 25 gennaio 1994) è un ex calciatore camerunese, di ruolo centrocampista.

## Palmarès

### Club

#### Competizioni nazionali
- Coppa di Lega portoghese: 1

Sporting Lisbona: 2018-2019
- Coppa del Portogallo: 1

Sporting Lisbona: 2018-2019